# Боголеп (Гончаренко)
Архієпископ Боголеп (в миру Валерій Валерійович Гончаренко; 4 грудня 1978, Світловодськ, Кіровоградська область)  — архієпископ УПЦ МП із титулом архієпископ Олександрійський і Світловодський.
Тезоіменство  — 22 серпня (4 вересня) (мученика Феопрепія Боголепа.

## Життєпис
В 2001 році закінчив Кіровоградський університет за фахом «Фінанси», кваліфікація  – магістр фінансів (диплом магістра з відзнакою).
У 2001—2004 роках працював у державній податковій адміністрації Кіровоградської області на посаді державного податкового інспектора.
У 2002 вступив до Полтавського духовного училища, яке закінчив 2005 року. 8 серпня 2004 року єпископом Кіровоградським та Олександрійським Пантелеймоном (Романовським) рукопокладений у сан диякона. З 7 січня 2005 року — священник.
24 квітня 2005 чернечий постриг з іменем Боголеп на честь мученика Боголепа. До Великодня 2006 зведений у сан ігумена. 2006 року закінчив заочно Київську Духовну Семінарію. 2007 поступив до Кіровоградського національного педагогічного університету, який закінчив 2010 за фахом  – практичний психолог у сфері освіти (диплом фахівця).
2008 зведений у сан архімандрита. 20 грудня 2012 року рішенням Священного Синоду обраний єпископом Олександрійським та Світловодським. Наречення на єпископа відбулося 21 грудня 2012 у храмі Всіх святих Свято—Пантелеймнівського монастиря в Феофанії. Хіротонізований 23 грудня у храмі преподобних Антонія та Феодосія Печерських Києво-Печерскої лаври. Хіротонію здійснив митрополит Київський і всієї України Володимир (Сабодан), митрополит Волинський та Луцький Нифонт (Солодуха), митрополит Вишгородський та Чорнобильський Павло (Лебідь), архієпископ Бориспільський Антоній (Паканич), архієпископ Яготинський Серафим (Дем'янів), архієпископ Кіровоградський та Новомиргородський Іоасаф (Губень), єпископ Сєверодонецький та Старобільский Пантелеймон (Поворознюк), єпископ Дніпродзержинський та Царичанський Володимир (Орачев), єпископ Броварський Феодосій (Снігірьов), епископ Обуховський Іона (Черепанов), єпископ Ірпіньський Климент (Вечеря), єпископ Бородянський Варсонофій (Столяр), єпископ Фастівський Даміан (Давидов).
17 серпня 2019 року возведений у сан архієпископа.
31 жовтня 2024 в числі 17 (із 53) правлячих і 14 (із 58) вікарних архієреїв УПЦ МП підписав заяву, в якій засудив анексію Російською Православною церквою Донецької єпархії, зняття її керівника митрополита Іларіона і заміни на росіянина, уродженця Рязанської області Росії, архієрея з Далекого Сходу.

## Нагороди
- Наперсний хрест (до Великодня 2005)
- Хрест з прикрасами (до Різдва 2007)